# Hilarów (województwo łódzkie)
Hilarów – wieś w Polsce położona w województwie łódzkim, w powiecie poddębickim, w gminie Zadzim. 
Wieś liczy 2 domy i aktualnie należy do sołectwa Pałki.
W latach 1975–1998 miejscowość administracyjnie należała do województwa sieradzkiego.